# K6 (montagne)
Pour les articles homonymes, voir K6.
Le K6, aussi appelé pic Baltistan, est un sommet situé dans la chaîne du Karakoram au Pakistan.

## Géographie
Le K6 se situe dans la chaîne du Karakoram au Pakistan, à l'ouest du glacier de Charakusa et au sud du pic Chogolisa.

## Histoire
En 1970 les alpinistes autrichiens Eduard Koblmueller, Gerhard Haberl, Christian von der Hecken et Gerd Pressl atteignent le sommet.